# Nicholas Hooper
Nicholas Hooper (* 1952) ist ein britischer Filmkomponist.
Er schrieb und produzierte Musik für über 25 Filme (z. B. Harry Potter und der Orden des Phönix, The Girl in the Café), TV-Dokumentationen (z. B. mehrere Folgen der Serie Nature, Die Zukunft ist wild) und Schauspiele.

## Arbeit an Harry Potter
Nachdem John Williams die Filmmusik zu den ersten drei Harry-Potter-Filmen schrieb, übernahm Patrick Doyle die Arbeit am vierten. Für den fünften und sechsten Harry-Potter-Streifen komponierte Nicholas Hooper dann die Musik. Grund dafür war der Regisseur David Yates, der schon zuvor mit dem Komponisten zusammengearbeitet hat. Hooper wählte seinen eigenen Stil der Musik. Selbst das bekannte „Hedwig’s Theme“ von John Williams interpretierte er anders, wobei auch Doyle eine eigene Interpretation dieses Stückes fand.

## Filmografie (Auswahl)
- 2002: The Heart of Me
- 2002: Die Zukunft ist wild (The Future Is Wild)
- 2003: Mord auf Seite eins (State of Play, Miniserie)
- 2005: G8 auf Wolke Sieben (The Girl in the Café)
- 2007: Harry Potter und der Orden des Phönix (Harry Potter and the Order of the Phoenix)
- 2009: Harry Potter und der Halbblutprinz (Harry Potter and the Half-Blood Prince)
- 2009: Enid (Enid Blyton)
- 2010: Inspector Banks (DCI Banks, Fernsehserie, 2 Folgen)
- 2013: Der Anwalt des Teufels (The Escape Artist, Fernsehdreiteiler)

## Auszeichnungen
- 2007: BAFTA Award für „Best Original Music“ im Film Prime Suspect – the Final Act
- 2004: BAFTA Award für „Best Original Score“ im Film The Young Visiters
- 2010: Grammy Award Nominierung für „Best Score Soundtrack Album for Motion Picture, Television or Other Visual Media“ im Film Harry Potter und der Halbblutprinz